# 파르코
주식회사 파르코(일본어: 株式会社パルコ, 영어: PARCO CO., LTD.)는 일본의 소매 기업이다. 또한 파르코는 상업시설 브랜드 PARCO를 전개하고 있으며, 이외의 상업 시설도 전개한다. 그리고 파르코는 J. 프론트 리테일링의 자회사이다.
등기 상의 본점은 도쿄도 도시마구 미나미이케부쿠로에 위치해 있으며, 본사 사무소는 시부야구 신센초에 소재한다.